# 亀甲山古墳
亀甲山古墳（かめのこやまこふん/きっこうやまこふん）は、東京都大田区田園調布にある古墳。形状は前方後円墳。荏原台古墳群（荏原古墳群）を構成する古墳の1つ。国の史跡に指定されている。

## 概要
東京都南部、武蔵野台地南西部の多摩川下流域左岸の台地縁辺部に築造された大型前方後円墳である。台地上では荏原台古墳群（荏原古墳群）の営造が認められており、古墳群中最大規模の本古墳は宝萊山古墳（東京都指定史跡）とともに荏原台古墳群を代表する。「亀甲山」の古墳名は、横から見た墳形がカメに擬されたことに由来する。これまでに後円部墳丘の南端が浄水場建設に伴い削平されているほかには墳丘は良好に遺存し、考古学的には大田区教育委員会による測量調査が実施されているが、発掘調査は実施されていない。
墳形は前方後円形で、前方部を北西方に向けて宝萊山古墳と向き合う。墳丘長は107.25メートルを測り、南武蔵地域・多摩川流域で最大規模になる。墳丘は2段築成。墳丘外表で葺石・埴輪は認められていない。埋葬施設は未調査のため明らかではない。築造時期は古墳時代中期の4世紀末葉-5世紀初頭頃（または古墳時代前期の4世紀後半頃）と推定され、荏原台古墳群では宝萊山古墳に次ぐ時期の首長墓に位置づけられる。
古墳域は1928年（昭和3年）に国の史跡に指定されている。現在の一帯は多摩川台公園として史跡整備がなされているが、本古墳は周囲を柵で囲まれて立ち入りが出来ない状態で保存されている。

## 墳丘
墳丘の規模は次の通り。
- 墳丘長：107.25メートル
- 後円部 - 2段築成。南端部は欠失。
  - 直径：66メートル
  - 高さ：約10メートル
- 前方部 - 2段築成。
  - 幅：49.5メートル
  - 高さ：約7メートル

墳形には天皇の杜古墳（京都府京都市）や佐紀陵山古墳（奈良県奈良市）との類似が指摘される。

## 文化財

### 国の史跡
- 亀甲山古墳 - 1928年（昭和3年）2月7日指定[3]。

## 現地情報
所在地
- 東京都大田区田園調布1丁目（多摩川台公園内）

域内への立ち入り
- 古墳域の周囲は柵で囲まれ、立ち入りは制限されている。

交通アクセス
- 東急電鉄東横線・目黒線・東急多摩川線 多摩川駅（徒歩約5分）[7]

周辺
- 荏原台古墳群
  - 宝萊山古墳 - 東京都指定史跡。
  - 多摩川台古墳群 - 東京都指定史跡。亀甲山古墳・宝萊山古墳の間に営造された後期古墳群。
- 大田区立多摩川台公園古墳展示室 - 多摩川台公園の古墳のガイダンス施設。

## 関連文献
（記事執筆に使用していない関連文献）
- 『田園調布本町貝塚発掘調査・国史跡亀甲山古墳測量調査 -昭和63年度〜平成3年度発掘調査概要-（大田区の埋蔵文化財 第12集）』東京都大田区教育委員会、1992年。